# George Fisher
George "Corpsegrinder" Fisher (8 de julho de 1970) é um vocalista americano de death metal, mais conhecido por ser vocalista da banda Cannibal Corpse.

## Biografia
George Fisher vocalista da banda de death metal, Cannibal Corpse.  Anteriormente da banda Monstrosity, ele se juntou ao Cannibal Corpse em 1996, primeiro aparecendo em seu CD Vile de 1996. Ele substituiu o companheiro de vocal gutural, Chris Barnes, que havia sido retirado da banda (e ficaria integralmente com o Six Feet Under). George Fisher é também o vocalista da Paths of Possession, uma banda de death metal melódico.
Ele é conhecido por seu estilo de headbanging em suas apresentações ao vivo, assim como por sua habilidade em emitir rapidamente as letras das músicas enquanto mantém ou seus ruídos guturais, ou os gritos que são sua marca registrada. O vocal gutural pode ser ouvido em várias canções do Cannibal Corpse, tais como em Worm Infested e os gritos na parte inicial do Blood Drenched Execution. Ele é também conhecido por seus prolongados gritos, como os ouvidos em Mutation Of The Cadaver, Devoured By Vermin e ao final de They Deserve To Die.
Corpsegrinder era o nome de sua primeira banda quando ele foi apresentado aos membros da banda Monstrosity, alguém esqueceu de seu último nome e o apresentou como "George, aquele rapaz do Corpsegrinder", que acabou virando o seu apelido. Fisher cita Chuck Schuldiner da banda Death como a sua maior influência musical.
Ele também emprestou a sua voz, como convidado, no desenho animado Metalocalypse exibido no Adult Swim e é a inspiração para o personagem Nathan Explosion do mesmo programa.

## Discografia

### com oMonstrosity
- (1992) Imperial Doom
- (1996) Millenium

### com oPaths of Possession
- (2005) Promises In Blood
- (2007) The End Of The Hour

### com oCannibal Corpse
- (1996) Vile
- (1998) Gallery of Suicide
- (1999) Bloodthirst
- (2002) Gore Obsessed
- (2004) The Wretched Spawn
- (2006) Kill
- (2009) Evisceration Plague
- (2012) Torture
- (2014) A Skeletal Domain

### Outras participações em músicas como convidado
- (1991) Suffocation - Effigy Of The Forgotten. Ele participa em duas canções deste CD; Reincremation e Mass Obliteration.
- (1996) Transmetal - Mexico Barbaro. Ele participa em duas canções deste CD; Ceveline e Mexico Barbaro.
- (2014) Suicide Silence - You Can't Stop Me. Ele participa em uma canção deste CD; Control.